# Thrasyopsis
Thrasyopsis là một chi thực vật có hoa trong họ Hòa thảo (Poaceae).

## Loài
Chi Thrasyopsis gồm các loài: